# Hôtel de la Dentelle
 (décembre 2015).
Si vous disposez d'ouvrages ou d'articles de référence ou si vous connaissez des sites web de qualité traitant du thème abordé ici, merci de compléter l'article en donnant les références utiles à sa vérifiabilité et en les liant à la section « Notes et références ».
L’hôtel de la Dentelle est un centre d'exposition, de création et de présentation de l'art de la dentelle, situé à Brioude, dans le département français de la Haute-Loire et la région Auvergne.

## Histoire
Le bâtiment du XVe siècle, classé Monument historique est entièrement rénové appartenant à la ville de Brioude. Il a appartenu aux Chanoine-comte de Brioude jusqu'à la fin de l'ancien régime. Il abrite une peinture murale du XVIe siècle.
Cet hôtel héberge l'association qui prit son nom. Fondé dans les années 1980 à l'initiative d'Odette Arpin, cette association vise à mettre en avant un savoir-faire traditionnel local devenu un art, la dentelle des pays du Puy. Quatre des Meilleures Ouvrières de France y animent des cours et assurent la pérennité de la dentelle dite « de Cluny » en créant des modèles contemporains remarquables. L'ensemble des techniques mises en œuvre dans la création et la réalisation de ces nouveaux modèles constitue « le Cluny de Brioude ».
On peut y retrouver des salles d'exposition, où l'on peut contempler des œuvres aussi bien du passé de plus de 150 ans que des œuvres contemporaines. Comprenant de nombreuses expositions temporaires. Mais aussi un atelier de création, un centre d'enseignement qui propose des stages et une boutique pour le nécessaire de la dentellerie.
La façade sur rue, le mur intérieur recouvert d'une peinture représentant l'Annonciation sont inscrits au titre des monuments historiques par arrêté du 25 avril 1963.